# Bitva ve Žlutém moři
Bitva ve Žlutém moři (japonsky 黄海海戦, Kókai kaisen, rusky Бой в Жёлтом море, Boj v Žoltom more), též bitva u Šantungu, byla námořní bitva rusko-japonské války, která se odehrála 10. srpna 1904 (a částečně i po půlnoci na 11. srpna). Střetla se v ní většina ruské Tichooceánské eskadry admirála Vitgefta s částí japonské Rengó kantai admirála Tógóa. V tomto druhém (a posledním) pokusu Tichooceánské eskadry prorazit z obleženého Port Arturu do Vladivostoku se nejprve Vitgeftovi podařilo rychlé a nečekané vyplutí z Port Arturu, které zaskočilo japonské jednotky nesoustředěné a rozeseté v blízkém i vzdáleném okolí blokované ruské základny. Díky vyšší rychlosti japonských lodí se ale Japoncům podařilo včas soustředit dostatečné síly na zablokování ruského průlomu. Během druhé (odpolední) fáze bitvy byl dvěma 305mm granáty těsně po sobě zasažen můstek na ruské vlajkové bitevní lodi Cesarevič. První granát zabil admirála Vitgefta, zatímco druhý zasáhl velitelskou věž a přerušil spojení se zbytkem lodi v okamžiku, kdy se Cesarevič začal otáčet doleva, takže neřízená loď poté opsala kruh. Zásah vlajkové lodě a její nečekaný manévr uvedl ve zmatek zbytek ruské eskadry, která se následně otočila zpět k Port Arturu. Během nočních útoků japonských torpédoborců a torpédovek na ustupující ruskou eskadru se některým ruským lodím podařilo odpoutat a doplout do neutrálních přístavů, kde byla následně většina z nich internována.
Do Vladivostoku se pokusil doplout pouze chráněný křižník Novik, který byl ale cestou potopen v bitvě u Korsakova (20. srpna). Pár dní předtím – 14. srpna – ukončila bitva u Ulsanu aktivní činnost vladivostockých křižníků. Tichooceánská eskadra již další pokus o průlom neprovedla a z bitvy poškozené lodě byly postupně potopeny v Port Arturu japonským obléhacím dělostřelectvem. Japonci tak získali čas provést nezbytné opravy na lodích před připlutím 2. Tichooceánské eskadry viceadmirála Rožestvenského.

## Předcházející události
Rusko-japonská válka začala 8. února 1904, kdy japonské námořnictvo zaútočilo bez vyhlášení války na Tichomořskou flotu kotvící u Port Arthuru. Dvoudenní bitva (více: Bitva u Port Arthuru) skončila bez vítěze, ale Japoncům se podařilo získat bojovou iniciativu, zatímco ruské síly pasivně vyčkávaly v přístavu. Vše se změnilo na konci února 1904 po příjezdu viceadmirála Makarova, zkušeného a energického velitele, který rozhýbal práce na obranných pozicích přístavu a pravidelně vyjížděl s ruskou flotou z přístavu. Na neštěstí pro ruské obránce najela vlajková loď Petropavlovsk 13. dubna 1904 na minu a potopila se s 679 námořníky na palubě. Mezi oběťmi byl i viceadmirál Makarov. Velitelem floty se následně stal admirál Vitgeft, který byl na rozdíl od svého předchůdce spíše nerozhodný a pasivní. Při plánování se snažil jakoukoliv větší akci rozmluvit či co nejvíce oddálit. Nakonec vrchnímu velení došla s admirálem trpělivost a Vitgeft dostal přímý rozkaz k opuštění Port Arturu, a to nejpozději do 8. srpna 1904.

## Bitva

### První střet

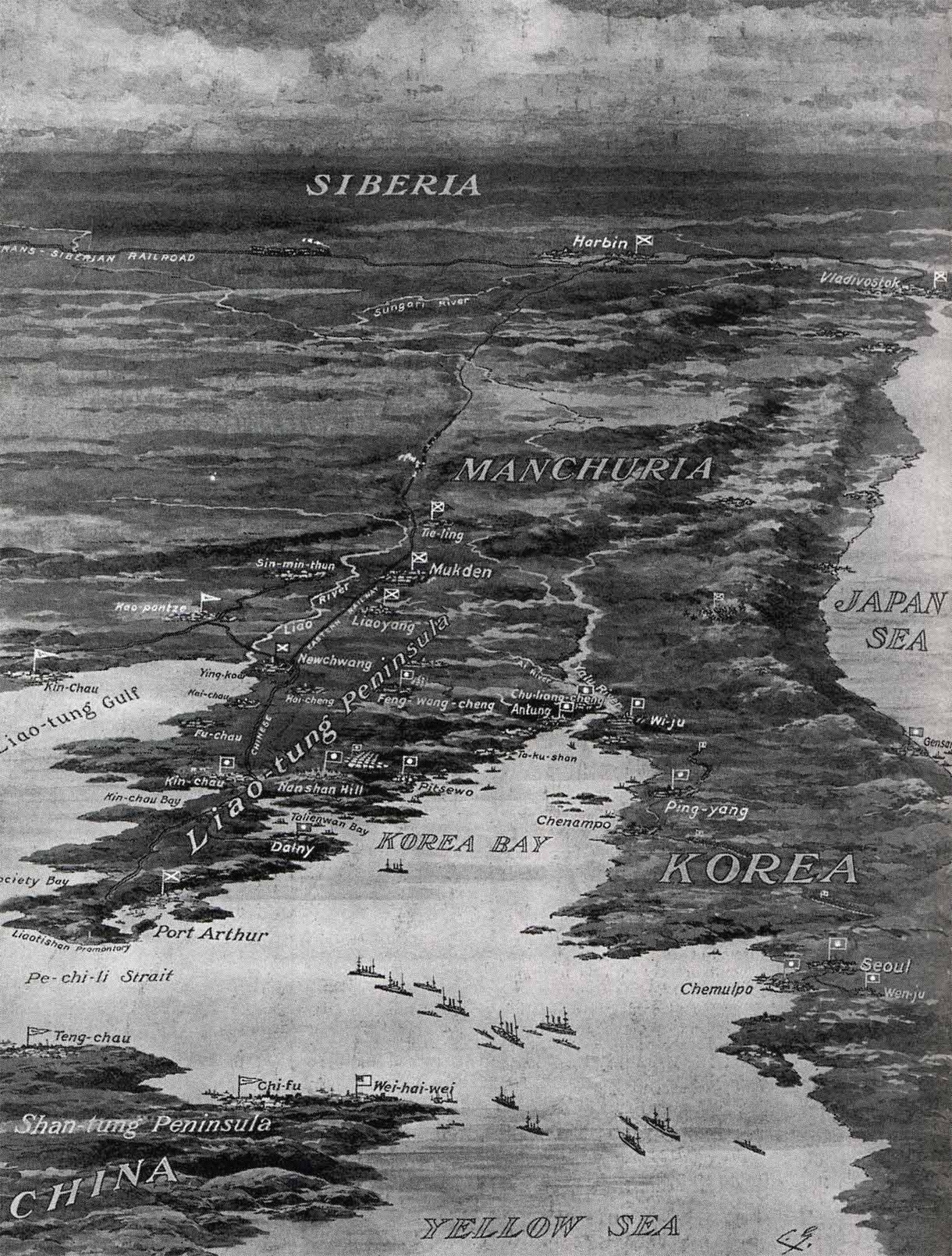
Bojiště rusko-japonské války

Datum vyplutí muselo být o dva dny pozdrženo, protože se do bitevních lodí musely namontovat děla, která byla předtím nainstalována do pozemního opevnění. O přípravách ruské floty se japonské Rengó kantai admirála Tóga dozvědělo téměř okamžitě, a Japonci tak měli dostatek času na soustředění svých sil. Carské loďstvo vyplulo v kýlové formaci s vlajkovou lodí Cesarevič v čele. Celá flota čítala 6 bitevních lodí, 4 křižníky a 14 torpédoborců. Japonci se na začátku bitvy pokusili o manévr zvaný příčka T, ale Rusové dokázali vymanévrovat. První výstřel vypálila japonská loď v 12:45. Rusové opětovali palbu o půl hodiny později, kdy se více přiblížili. V průběhu prvního střetu byli na ruské straně zasaženi Retvizan, Peresvět, Pallada a Askold. Z japonských lodí nejvíc zásahů napočítali na Mikase, Asahi a Nisšinu. Kolem druhé hodiny odpolední se kvůli špatnému japonskému manévrování dostala carská flota mimo dostřel. Na ruských lodích zavládl mírný optimismus, ale japonské loďstvo nehodlalo vzdát a pustilo se do stíhání.

### Druhý střet
Ruská flota byla dohnána po dvou hodinách a bitva se rozhořela nanovo. Poltava dostala několik velice vážných zásahů a začala zaostávat. Hlavní japonské síly se vrhly za zbytkem floty a ponechaly poškozenou loď na starost křižníkům. Těm se ale nepodařilo Poltavu zničit. Když boj kulminoval kolem 17:30, tak o jeho výsledku rozhodl jeden přesný japonský výstřel z děla ráže 305 mm, který zasáhl spodní můstek vlajkové lodi. Po explozi byla většina důstojníků na místě mrtvá včetně admirála Vitgefta. Velení se okamžitě chopil velitel lodi Ivanov, ale můstek byl po dalších 8 minutách zasažen znovu a ti co přežili první zásah, našli smrt při tom druhém. Výbuch poškodil i kormidlo a loď se začala neovladatelně točit doleva. Při absenci velících důstojníků se chopil velení kapitán Šumov, který okamžitě nechal signalizovat na loď Peresvět, aby zástupce admirála Uchtomskij převzal velení. Signál ale nepřevzaly zdaleka všechny lodě, a tak část floty začala následovat bezmocně kroužícího Cesareviče, čímž se ruská bojová formace prakticky rozpadla.

### Pokus o únik a internace

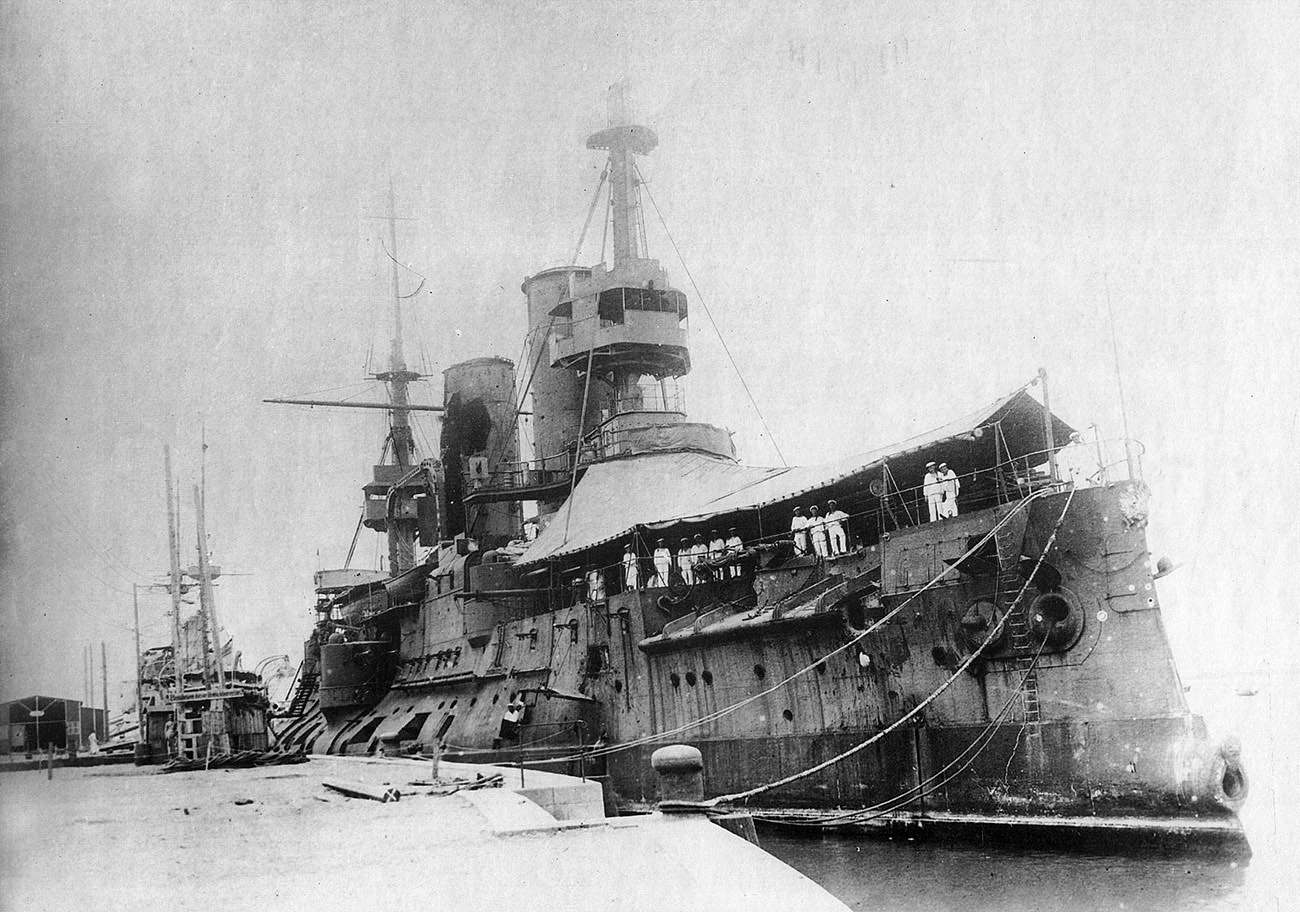
Internovaný Cesarevič v Tsingtau

Kapitán Retvizanu Edward Szczęsnowicz nejrychleji pochopil, co se stalo na Cesareviči, a nařídil taranovat japonské lodě. Tímto velice statečným ale riskantním tahem získal zbytku floty čas na obrátku zpátky do Port Arthuru. Japonci vědomi si poškození svých lodí dál ruskou flotu nepronásledovali. Silně poškozený Cesarevič nakonec doplul do německé kolonie Tsingtau (dnešní Čching-tao) a po pár dnech byl společně s dalšími třemi torpédoborci (Besstrašnyj, Bespoščadnyj a Besšumnyj) internován. Prorazit do Vladivostoku na vlastní pěst se po rozpadu floty rozhodly tři ruské křižníky (Askold, Diana, Novik) a pět torpédoborců. Únik ale neslavil úspěch a ruské lodě se nakonec nechaly také internovat. Askold s torpédoborcem Grozovoj byli internováni Číňany v Šanghaji a Diana Francouzi v Saigonu. Nejdále se dostal křižník Novik, který doplul do německého Tsingtau, kde doplnil uhlí, a pokračoval na sever k Sachalinu. Při nakládaní uhlí u Korsakova ho ale dostihly japonské křižníky Čitose a Cušima a po prohrané bitvě (více: Bitva u Korsakova) ho samotná posádka silně poškozeného poslala ke dnu. Poslední epizodou bitvy byl osud torpédoborce Burnyj, který unikl japonský pronásledovatelům, ale poblíž Wej-chaj najel na mělčinu. Po neúspěšném vyprošťování ho posádka zničila a následně se sama nechala internovat čínskými úřady.

## Výsledek bitvy

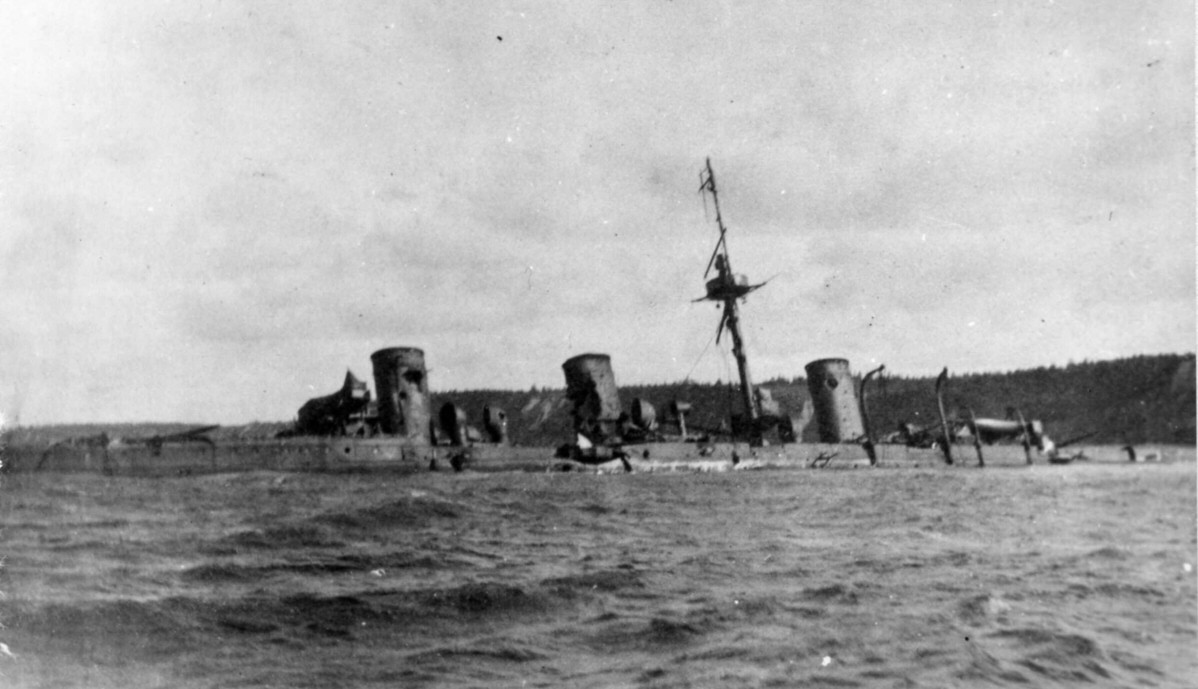
Potopený křižník Novik u Korsakova

Ruský plán skončil nezdarem a do Vladivostoku se nedostala ani jedna loď. Zpátky do Port Arthuru se vrátila flota čítající 5 bitevních lodí, 1 křižník a 9 torpédoborců. Loďstvo ve složení 1 bitevní loď, 2 křižníky a 5 torpédoborců bylo internováno do konce války v neutrálních přístavech. Silně poškozený křižník Novik potopila vlastní posádka a stejný osud potkal torpédoborec Burnyj. 1. tichomořská eskadra již další pokus o průlom neprovedla a kotvící lodě byly postupně potopeny japonským obléhacím dělostřelectvem na začátku prosince 1904. Japonci po bitvě získali čas k nutné opravě svého loďstva, které čekal střet s 2. Tichomořskou eskadrou viceadmirála Rožestvenského, která byla na cestě z Evropy (více Bitva u Cušimy).